# Pudupalaiyam Aghraharam
Pudupalaiyam Aghraharam is een census town in het district Namakkal van de Indiase staat Tamil Nadu. 

## Demografie
Volgens de Indiase volkstelling van 2001 wonen er 4994 mensen in Pudupalaiyam Aghraharam, waarvan 52% mannelijk en 48% vrouwelijk is. De plaats heeft een alfabetiseringsgraad van 65%. 